# 玄米茶 (ハーブティ)
玄米茶（ヒョンミチャ）は、炒った玄米から作られる浸出液（茶）である
。朝鮮語では「ヒョンミチャ」（현미차、玄米茶）と呼ばれる。

## 作り方
この茶は沸騰した水中で炒った玄米を浸出させることによって作られる。朝鮮ではジャポニカ米の玄米が大抵使われる。米を洗い、水に浸け、乾いた平鍋または深鍋で炒って、冷ます。およそ50 gの炒った玄米を600 mLの沸騰した水に加え、5から10分間煮る。出す前に米粒を濾すこともある。この飲料の色は薄黄色から淡いきつね色まで様々である。
朝鮮の食料雑貨店や伝統的な市場、スーパーマーケットや国外の朝鮮食料品店ではヒョンミチャ用の炒られた米が売られている。

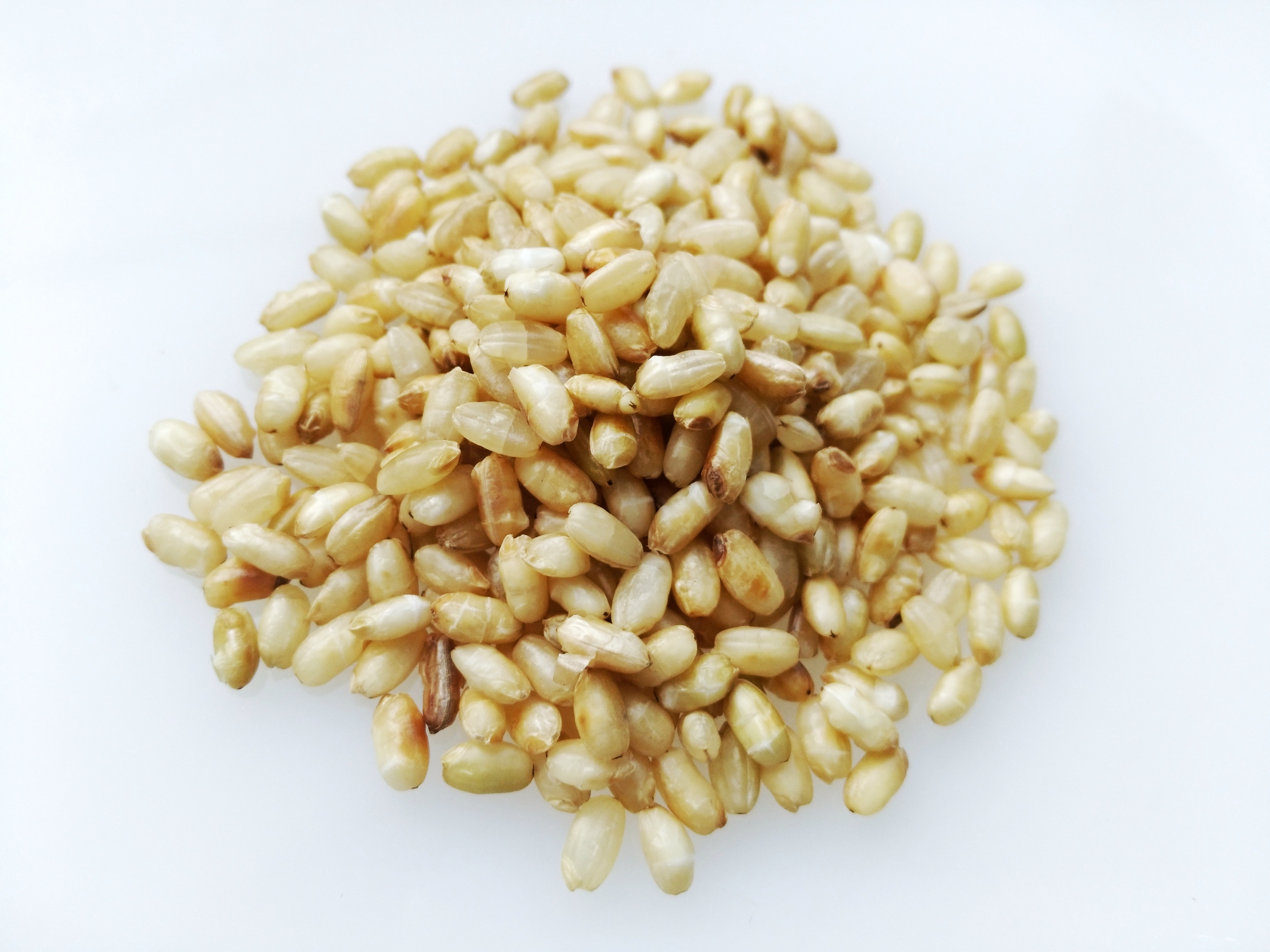
炒った玄米
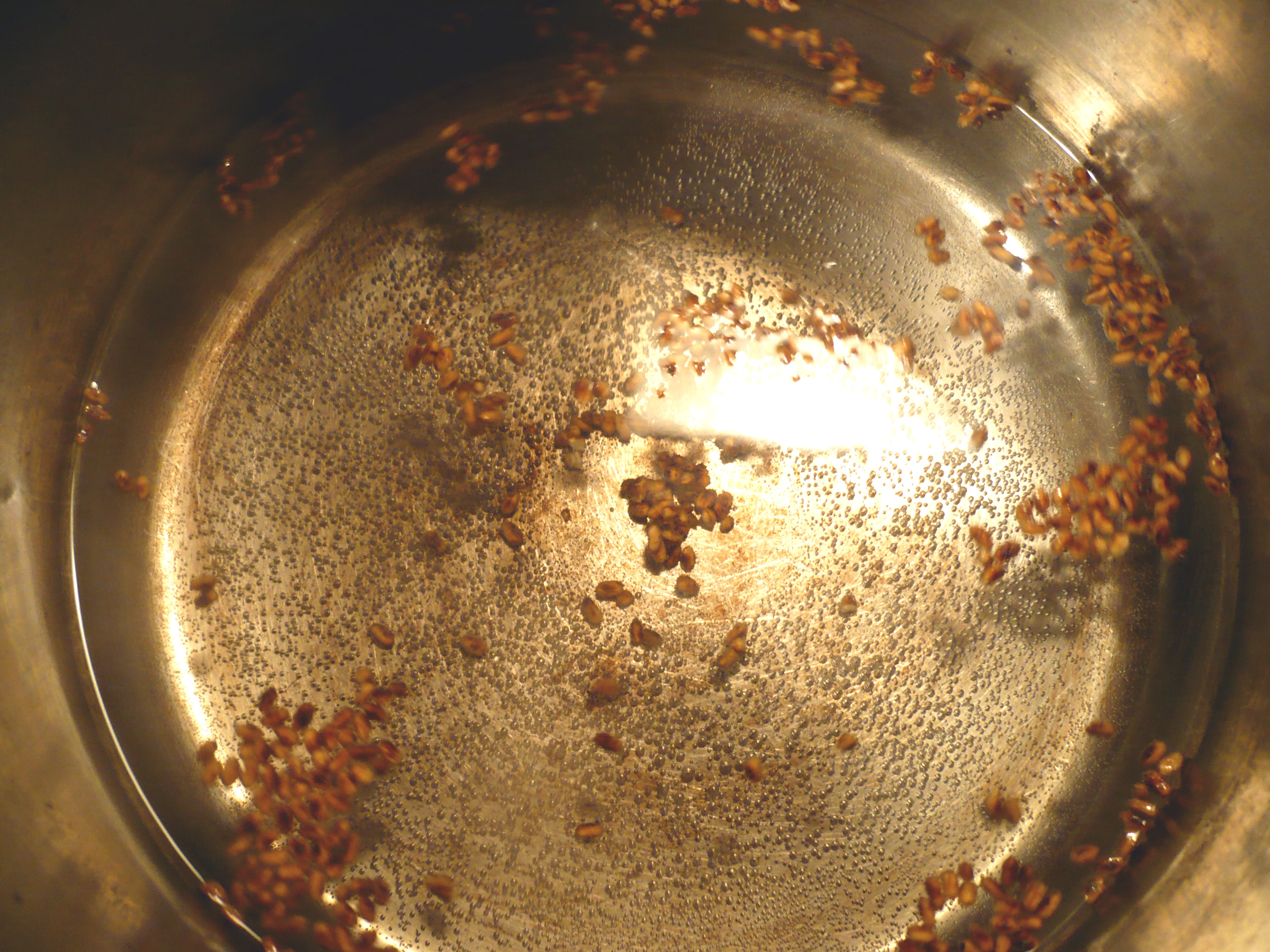
沸騰した玄米茶の鍋

## 類似の飲料とブレンド
ヒョンミチャはノクチャ（緑茶）と混ぜ合わせて、ヒョンミノクチャ（玄米緑茶）を作ることができる。
ボリチャ（麦茶）、メミルチャ（そば茶）、オクススチャ（とうもろこし茶）は同様のやり方でオオムギ、ソバ、トウモロコシを使って作られる朝鮮伝統茶である。
スンニュン（熟冷）はお焦げから作られる飲料である。水を米（通常は白米）のお焦げが底に付いたまだ熱い鍋に直接注いで作る。ヒョンミチャとは異なり、米粒は柔くなるまで比較的長く煮て、液体と一緒に飲まれる。